# Kempson-Methode

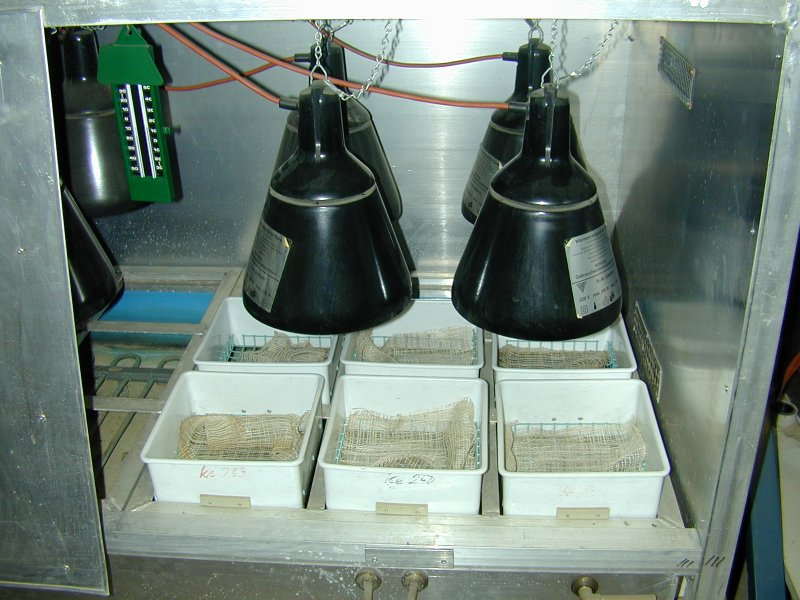
Kempson-Gerät (außer Betrieb)

Die Kempson-Methode ist eine Labormethode der Ökologie zur Untersuchung des Artenspektrums und der Tierdichte im Boden und in der Streu.
Die im Freiland entnommenen Proben werden in vorbereitete Wannen mit Drahtgitterböden gelegt und von oben durch starkes Licht erwärmt und ausgetrocknet. Die Tiere wandern nach unten in den feuchteren Teil aus und fallen schließlich durch den Gitterboden in eine Auffangwanne mit Konservierflüssigkeit.
Die Effizienz der Methode ist mit über 90 % sehr hoch.